# Жаргон падонков
Жаргон падо́нков («падонкаффский», «олбанский» йезыг, йазыг падонкафф) — распространившийся в Рунете в начале 2000-х годов стиль употребления русского языка с фонетически почти верным (с некоторыми исключениями вроде медвед и т. п.), но орфографически нарочно неправильным написанием слов (т. н. эрративом), частым употреблением ненормативной лексики и определённых штампов, характерных для сленгов. Чаще всего используется при написании комментариев к текстам в блогах, чатах и веб-форумах. Сленг породил множество стереотипных выражений и интернет-мемов, в частности, с ним связывают мемы «превед», «низачот» и «убейся апстену» (последнее стало встречаться — в том же значении — и в нормативной орфографии, вне падонкаффского жаргона: «убей себя об стену», «убейся об стену», — в значении «ты говоришь вещь низменную и недостойную»).

## Характеристики

Олбанский используется и в официальных документах (см. название товарищества)

Основная особенность стиля «падонкафф» заключается в намеренном нарушении норм орфографии русского языка (ориентированных на этимологию) при сохранении графических принципов чтения и в общем той же фонетической последовательности. Из омофонических способов записи в данной позиции выбирается тот, который наименее соответствует орфографической норме — употребление а вместо безударного о и наоборот; взаимозамена безударных и, е и я; цц или ц вместо тс, тьс, дс; жы и шы, чя и щя вместо жи и ши, ча и ща; щ вместо сч и наоборот; йа, йо, йу вместо начальных я, ё, ю; взаимозамена глухих и звонких на конце слова или перед глухими (кросафчег), причём вместо ф в этой позиции может употребляться фф (по образцу старой западноевропейской передачи фамилий вроде Smirnoff).
Распространено также слияние слов воедино без пробела (ржунимагу). Иными словами, это «антинорма», основанная на последовательном (или близком к таковому) отталкивании от существующего нормативного выбора написаний (то есть для того, чтобы писать на жаргоне «падонкафф», фактически надо владеть существующей нормой). Кроме того, реже используются средства, нарушающие графические принципы чтения: взаимозамена глухих и звонких не только на конце слова (дафай), а также твёрдых и мягких (медвед). Последние явления лексикализованы (связаны с конкретными словами).
Помимо этого, язык «падонкафф» включает специфическую лексику — обычно общелитературные слова, которым приписаны особые значения или употребления (жаргон в собственном смысле слова): таково само слово падонак, а также выражения вроде жжош, аффтар, выпей йаду, аццки и т. п.

## История
Психотерапевт Д. В. Ковпак считает, что «падонкаффский» язык возник не стихийно, а в результате целенаправленной деятельности энтузиастов — сначала в письменном виде в Интернете, а оттуда попал в устную речь.
Стиль, основанный на нарочито неправильной орфографии, распространился в Интернете стихийно как гротескная реакция на многочисленные орфографические ошибки в интернет-публикациях и репликах. Непосредственным предшественником «олбанского» был жаргон пользователей компьютерной сети фидонет, и Ru.punk.rock, а также кащенитов, чья эхоконференция известна примерно с конца декабря 1998 года. Этот феномен Рунета близок популярному в англоязычном Интернете Lolcat.
Нередко считается, что появление жаргона падонкафф в Интернете произошло благодаря деятельности Дмитрия Соколовского, администратора сайта udaff.com, более известного как «Удав». В 1993 году он начал писать для сайта с говорящим за себя названием fuck.ru и fuckru.net (ныне fuckrunet.org), а потом открыл сайт udaff.com, где публикует свои и чужие тексты, в которых используется туалетный юмор и мат. Согласно самому Соколовскому, первым коверкать слова на сайте fuck.ru начал автор, выступавший под ником Линкси (Linxy). Затем он долгое время поддерживал известный сайт контркультурной направленности down.ru (в настоящее время восстановленный группой энтузиастов старый сайт можно найти по адресу down-culture.ru). В честь Линкси этот язык первоначально именовался Л-языг.
Чуть позже от fuck.ru отделилась группа пользователей, несогласных с политикой ресурса (их псевдонимы — Пауль Нейман, Хмель Сибирский, Марк Рентон, Кончита Миллер, Вулкан). Эти пользователи продолжили контркультурную деятельность на сайте fuckru.net (ныне fuckrunet.org), где и появился Д. Соколовский, который, в свою очередь, создал сайт udaff.maloletka.ru и позднее — udaff.com, ставший платформой для популяризации субкультуры, стиля и жаргона падонков.
Сторонники другой точки зрения полагают, что возникновение культуры и жаргона падонков связано с деятельностью Константина Рыкова (псевдоним «Джейсон Форис») и Егора Лаврова (псевдоним «Франко Неро»), владельцев первого в России КК-ресурса fuck.ru.

### Происхождение названия «олбанский»
Выражение получило массовое распространение в «Живом Журнале», когда американский пользователь scottishtiger (американец шотландского происхождения из Такомы, округ Колумбия), увидев текст на русском языке (в этой записи  пользователя onepamop), возмутился, почему на американском сайте livejournal.com кто-то пишет на «непонятном ему языке, и, вообще, что это за язык». Пользователь maxxximus назвал «неизвестный» язык албанским. На следующий день на вопрос «а почему Вы думаете, что этот текст был написан для Вас?» scottishtiger ответил : 
Почему? Это Живой Журнал. Американский сайт, а не албанский. И я же знаю, что Вы говорите на двух языках. Плюс, быть американцем означает, что остальной мир должен подстраиваться под меня. Но это лишь моя точка зрения.
В ответ в русскоязычной части ЖЖ был организован флешмоб «Уроки албанского », который ставил своей целью помочь американцу выучить «албанский» (то есть русский) язык. За пару дней scottishtiger получил несколько тысяч комментариев с «уроками албанского» и просто флудом. Пользователю предлагалось извиниться и написать в своём журнале пост на русском языке о том, что он уже выучил албанский язык, что scottishtiger, в конце концов, и сделал. Возможно, только потому, что, помимо журнала и почтового ящика, получал огромное количество SMS-сообщений и звонков на свой мобильный телефон.

### Распространение
Стиль получил распространение в Интернете, причём нарочитая нецензурность и цинизм стиля отступили, отчего области употребления значительно расширились. Большое распространение жаргон падонков получил с появлением в Интернете блогов, в которых «падонки» оставляли свои «каменты» (комментарии). Жаргон оказал сильное влияние на развитие языковых штампов Живого Журнала, породившего ряд распространённых «каментов», таких как «первыйнах» (первый комментарий), «аффтар жжот», «убейся апстену», «выпей йаду», «йазва» (нечто нехорошее), «зачот», «аццкий сотона» и т. п. В соответствии с описанными нормами, в жаргон были включены также английские слова из общеинтернетовской лексики, элементы сленга и оригинальные выражения.
Предшественником языка падонков является язык кащенитов, особой группы людей, обитавших в эхоконференции Фидонета SU.KASCHENKO.LOCAL. Именно кащениты первыми начали писать в сети нарочито неправильно. В разное время язык кащенитов менялся, и в Интернет, уже под именем «язык падонков», попала уже устоявшаяся версия языка. В Интернете язык практически не развивался, однако породил множество устойчивых выражений.
Последователем языка падонков можно считать язык Упячки, хотя этот «язык» слишком специфичен: в основном он представляет собой смесь нескольких отдельных слов, не несущих по большей части смысловой нагрузки[уточнить], например: «Жепь ебрило», «Чочо», «Адынадынадын» и т. д.
Многие наблюдатели, включая таких известных лингвистов, как М. А. Кронгауз, автор «Самоучителя олбанского», констатируют неуклонное снижение популярности «языка падонкафф» и его различных модификаций начиная со второй половины 2000-х гг.
Исследователь Илья Кукулин отмечает, что важнейшей психологической основой «падонкафского» языка был специфически постсоветский ресентимент, напоминающий настроения в Веймарской республике, описанные в книге Питера Слотердайка «Критика цинического разума», но иной по психологической структуре. Поэтому субкультура «падонков» послужила мобилизации молодёжи на поддержку имперского национализма, а сами «падонки» закономерно стали лоялистами. Во второй половине 2000-х годов причины, способствовавшие популярности «падонкафского» языка, постепенно перестали действовать. Демонстративное перформативное поведение во второй половине 2000-х и в 2010-х стало официальной привилегией властей и частью их публичной риторики.

### Абсурдопедияна «олбанском»

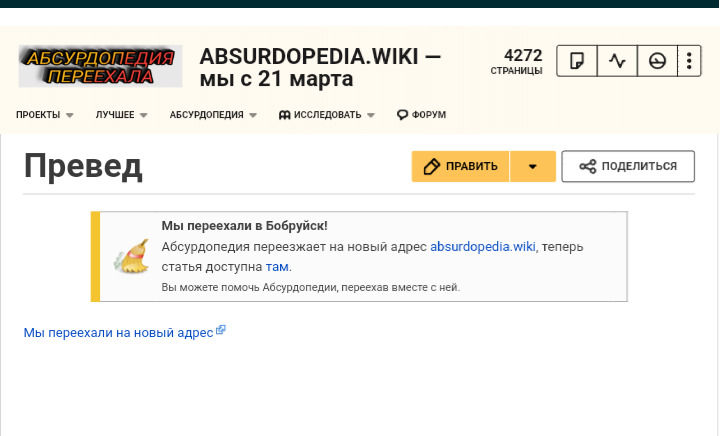
Мягкий редирект с Викия-зеркала Абсурдопедии на перемещённый сайт, использующий отсылку к Бобруйску

В марте 2019 года, в связи с реорганизацией проектов Uncyclomedia по причине исхода с хостинга Викии всех остающихся там к тому времени языковых разделов, русская Абсурдопедия, уже имеющая за пределами Викии свой форк с другими участниками и интервикой «ru», была принята в общую центральную базу интервик UnMeta с кодом «olb» — «олбанский» или «сетевой русский язык», хотя это и условное подразделение, так как злоупотребление сленгом в проекте не практикуется. Сам «олбанский» не имеет официального языкового кода, таким образом это его первое неофициальное применение на уровне международного многоязычного википроекта.

## Мемы

### Превед
В январе 2006 года на сайте «Лепрозорий», на сетевом жаргоне называемом «Лепра», его пользователь lobbz опубликовал изменённый им рисунок американского художника Джона Лури «Bear surprise». Пользователь lobbz заменил слово Surprise на «превед», использовав жаргон падонков. С этого момента слова «превед» и «медвед» стали мемами и быстро распространились по Рунету.

### Бабруйск
Особую известность получила падонковская фраза «Ф Бабруйск, жывотнайе!».
Происхождение фразы связано с закрытым после многочисленных жалоб ЖЖ-сообществом «Бобруйск», созданным писателем Глебом _dis_ Олисовым.
Участники сообщества высмеивали популярных ЖЖ-блогеров и медиа-персон. Название сообщества напрямую связано с рассказом писателя Владимира Сорокина:

Ведь ты же русский? Ты родился в России? Ты ходил в среднюю школу? Ты служил в армии? Ты учился в техникуме? Ты работал на заводе? Ты ездил в Бобруйск? Ездил в Бобруйск? В Бобруйск ездил? Ездил, а? Ты в Бобруйск ездил, а? Ездил? Чего молчишь? В Бобруйск ездил? А? Чего косишь? А? Заело, да? Ездил в Бобруйск? Ты, хуй? В Бобруйск ездил? Ездил, падло? Ездил, гад? Ездил, падло? Ездил, бля?
— Владимир Сорокин. Дорожное происшествие. — 1991.
Олисов и иные участники сообщества высоко ценили творчество Сорокина, а фраза «В Бобруйск, животное!» обычно писалась участникам в комментариях к посту, в котором высмеивали ту или иную персону.
Также упоминание о Бобруйске встречается в книге И. Ильфа и Е. Петрова «Золотой телёнок»:

При слове «Бобруйск» собрание болезненно застонало. Все соглашались ехать в Бобруйск хоть сейчас. Бобруйск считался прекрасным, высококультурным местом.— И. Ильф Е. Петров «Золотой телёнок»

## Возможные прототипы
Переход от ё к йо и от я к йа (йа криведко) представляет собой процесс, отчасти обратный историческому процессу возникновения этих букв: буква «ё» была введена в 1783 г. как замена «іо». Впрочем, фонетическое значение юса малого при его появлении было иным (e носовое, а не ja), а кроме того, йотированные гласные и io использовались и после согласных (где означали один звук), что для языка падонков характерно не всегда.
Фонетически правильная, но орфографически некорректная запись (так называемое «неграмотное письмо») существовала начиная с фонетических изменений XIV—XV вв. (появления аканья, отвердения шипящих, оглушения конечных, упрощения сочетаний), которые сделали возможными графически верные записи, не соответствующие принятой в книжном письме этимологической орфографии, сколь бы широки ни были её нормы в разные периоды до стабилизации русской орфографии в середине XIX века. В бытовой письменности (грамоты, частные письма, граффити), особенно в кругу людей, не связанных с церковью или литературой (пусть даже высокопоставленных), такая графика всегда имела широкое хождение; например, Пётр I писал матери царице Наталье Кирилловне: А я, слава Богу, кроме сего натсажать себя иным не стану и поеду по мере не замешкаф; а Андурския <Гамбургские> карабли ещё не бывали. По сем, радасть моя, зравствуй, а я малитвами твоими жиф. Нарочитого характера, в отличие от языка падонков, такая графика не носит, а обычно связана с неполным владением книжной орфографической нормой; соответственно не ставится и задачи последовательного отталкивания от неё (таким образом, на конце слова при «неграмотном письме» будет гораздо чаще писаться -к, чем -г, в соответствии с реальным произношением, а специальной замены орфографического -к на -г не будет; она возможна лишь в случаях гиперкоррекции).
В белорусском языке принята фонетическая орфография, непосредственно отражающая аканье и некоторые другие фонетические изменения, имеющиеся также и в русском языке (см. Орфография белорусского языка). «О» сохраняется только под ударением, при отсутствии же ударения всегда пишется «А» (малако), русскому тся/ться соответствует цца (баяцца), русскому жи-ши соответствует жы-шы (жывот, машына), некоторым удвоенным согласным соответствуют одиночные (рускі) и т. д. Белорусская система также основана на фонетическом принципе и не представляет собой нарочитого отталкивания от этимологической.
Проект реформы русской орфографии 1964 года также предлагал ряд приближений к фонетическому принципу и изменений орфографии, совпадающих с «падонковскими» (заец, парашут, жжот, доч).
Пьеса футуриста Ильи Зданевича «Янко крУль албАнскай», написанная и впервые поставленная в 1916 году, написана на смеси зауми и русского языка, причём в печатном издании русский текст набран нарочито без соблюдения нормативных правил орфографии (с общей ориентацией на фонетическую запись вроде белорусской). Некоторые выдержки из пьесы:

здесь ни знают албанскава изыка и бискровнае убийства дает действа па ниволи бис пиривода так как албанский изык с руским идет ат ывоннава… пачиму ни смучяйтись помнити шта вот изык албанскай…
…за нажи дируцца

врываюца разнимают

аркестрам

В статье Г. Гусейнова (2000), введшего понятие эрратива, приведены ссылки на сетевые публикации Дмитрия Галковского, который уже в пьесах 1990-х годов широко применял тот стиль, к которому впоследствии стремились авторы сайтов udaff.com и fuck.ru.
Подобное явление имело и имеет место в английском языке, когда возникали стили и жаргоны с целью упрощения сильно фонетически неадекватного литературного английского — см., например, названия дисков и отдельных песен группы «Slade», а также рифмованный сленг кокни.

### Публикации
- Александр Бердичевский. Где же ты, Медвед? lenta.ru. Дата обращения: 14 октября 2019. Архивировано 30 октября 2019 года.
- Лера Жан. Эффект «ПРЕВЕД» // Журнал «Я». — № 7 (31). — 27 марта — 9 апреля, 2006 (статья, полностью раскрывающая историю создания картинки с "ПРЕВЕД"ом; интервью с авторами).
- Гасан Гусейнов. «Берлога веблога». Введение в эрратическую семантику Архивная копия от 27 февраля 2006 на Wayback Machine // «Говорим по-русски», март 2005 — первая попытка определить культурную функцию «языка падонков» (которых автор также неточно называет «гоблинами» и «удавами»). Впервые предложен термин для определения типичного для «языка падонков» словоискажения — эрратив. Впервые в бумажной печати тема эрративов рассмотрена в статье:
- Гасан Гусейнов. Заметки к антропологии русского Интернета: особенности языка и литературы сетевых людей // НЛО. — № 43. — 2000.
- Новояз Интернета // Совершенно Секретно.
- А. Вернидуб. У языка есть афтар // «Русский Newsweek». — № 17 (47). — 16—22 мая 2005 (первая статья о «языке падонков» в бумажной прессе. Весьма точно отражает историю и происхождение языка).
- П. Протасов. «П@утина, выпуск 25» // Русский журнал. — 23 мая 2005 — статья о роли Фидонета в возникновении «языка падонкаф».
- С. Белухин. Аффтары сказали Newsweek’у своё «кг/ам» Архивная копия от 19 мая 2005 на Wayback Machine // Ytro.Ru. — 17 мая 2005 (изобилует неточностями и неоправданными обобщениями).
- С. Голубицкий. «Креатифф» и Bit Torrent (недоступная ссылка) // «Компьютерра». — № 21 (593). — 7 июня 2005.
- «Арфаграфия или Аффтар, пеши ищо!» Архивная копия от 7 октября 2007 на Wayback Machine (статья о том, что русский язык велик и могуч) // «Лучший Город»
- Игорь Белкин, Александр Амзин. ПОЛНЫЙ ПРЕВЕД Архивная копия от 4 марта 2006 на Wayback Machine (интернет-сленг всё чаще выходит за пределы виртуального пространства) // Лента.ru. — 28 февраля 2006.
- Анатолий Шалыто. Прикольно, гламурно, пафосно Архивная копия от 9 ноября 2016 на Wayback Machine // Компьютерра. — № 11 (631). — 2006. — С. 38.
- История падонкафф Архивная копия от 4 июня 2008 на Wayback Machine // ЖЖ.
- Н. Шаповалова. ОРФО-арт как пример карнавального общения в виртуальной реальности // Филологические этюды: Сб. науч. ст. молодых учёных: В 3-х ч. — Вып. II. — Ч. II. — Саратов : Изд-во СГУ, 2008. — С. 292—295.
- Таратухина Ю. В. Функционирование «жаргона падонков» в пространстве Рунета (недоступная ссылка — история) // Folk-art-net: новые горизонты творчества. От традиции — к виртуальности. Сборник статей. — М.: ГРЦРФ, 2007. — С. 83—89.
- Л. Мокробородова. Русская фонетика и орфография как ресурс «нового правописания» в Интернете // Scando-Slavica. — 2008. — Т. 54. — P. 62—78.
- М. Кронгауз. Самоучитель Олбанского. — М. : Corpus, 2013. — 288 с. — Фрагмент. — 5000 экз. — ISBN 978-5-17-077807-2.